# Списька Нова Весь (округ)
О́круг Списька Нова Весь (словац. Okres Spišská Nová Ves) — округ (район) у Кошицькому краї Словаччини. Площа становить — 587,4 км², на якій проживає — 97 329 осіб (на 2009 рік). Середня щільність населення становить — 165,69 осіб/км². Адміністративний центр округу — місто Списька Нова Весь, у якому проживають 37 995 осіб.

## Загальні відомості

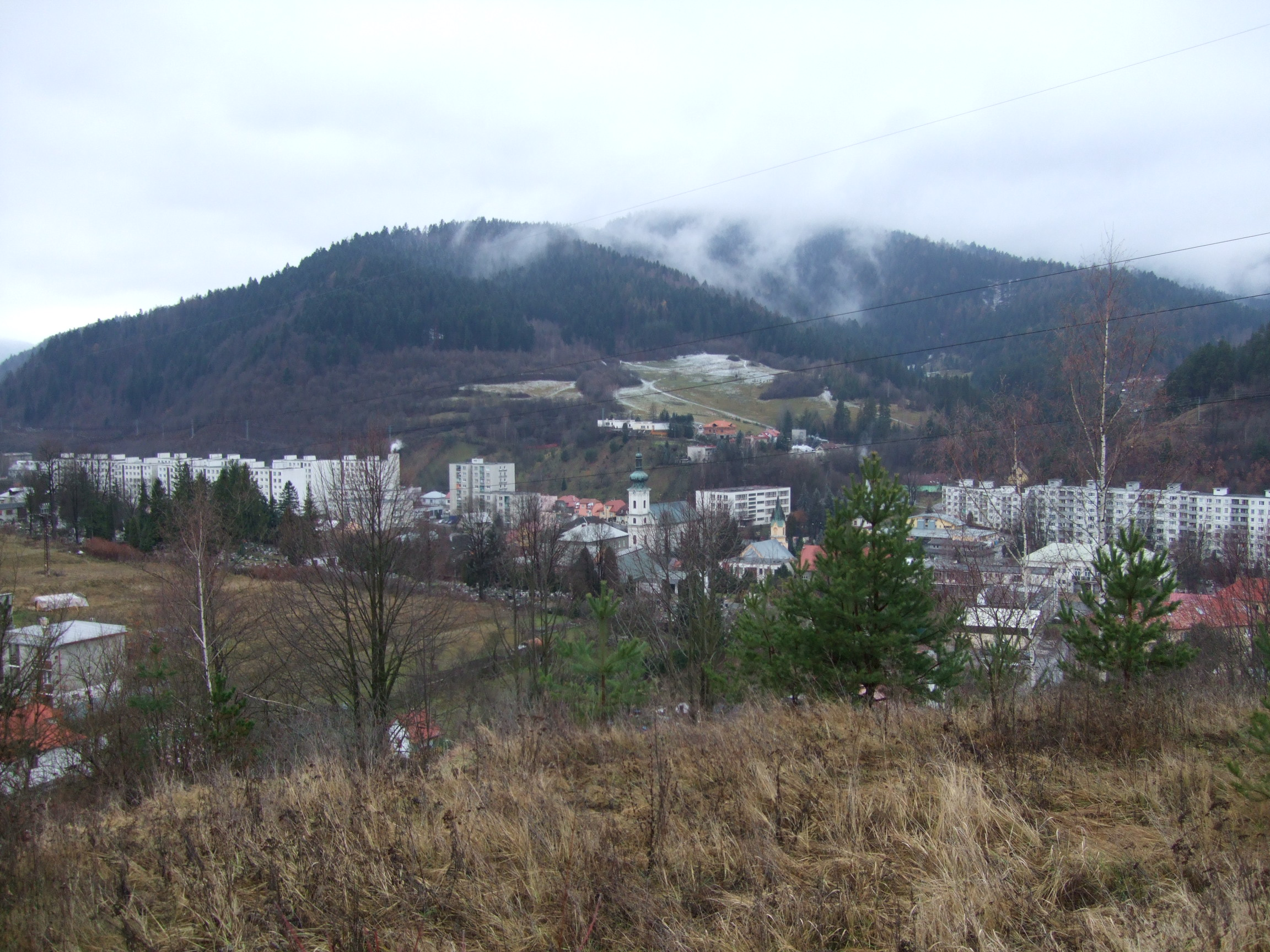
Округ Спішска Нова Вес.
Вид на місто Кромпахи

До 1918 року округ головним чином входив в історичну область Угорщини графство Спиш, за винятком невеликої області на південному заході, навколо муніципальних утворень Млинки і Гнилець, яка входила до складу графства Ґемер Малогонт.
Округ розташований у східній частині Словаччини, у північно-західній частині Кошицького краю. Він межує з округами: Ґелніца[джерело?] — на півдні і південному сході, Рожнява — на південному заході, Попрад (Пряшівський край) — на північному заході, Левоча (Пряшівський край) — на півночі і невеличкою ділянкою кордону на північному сході примикає до округу Пряшів (Пряшівський край)
Розташовані полонини Ґерави і Ґлац; водосховище Клаузи;  Зеймарська ущелина; ущелина Кисель і Кляшторська ущелина.

## Економіка
Основними галузями промисловості округу є харчова, машинобудівна (виробництво компресорів, конденсаторних агрегатів і холодильного устаткування), виробництво пластикових вікон.

### Автошляхи
В окрузі прокладені наступні автомобільні шляхи:
- Автошляхи I класу — 0 км
- Автошляхи II класу — 91,44 км
- Автошляхи III класу — 120,84 км

## Історичні пам'ятки округу
Списький замок, римсько-католицька церква Святого Духа в Жегра, римсько-католицька церква [В]Небовзяття Пресвятої Діви Марії в Спиській Новій Весі, замок і літній палац Дарданелли в Маркушовцях, історичні зони Списька Нова Весь, Маркушовці та Спиські Влахи.

## Статистичні дані
| Рік:            | 1994.  | 2004.   | 2014.   | 2024.   |
| --------------- | ------ | ------- | ------- | ------- |
| Кількість осіб: | 88 693 | 95 144  | 98 869  | 98 670  |
| Різниця:        |        | +7,27 % | +3,91 % | -0,20 % |

| Рік:            | 2023.  | 2024.   |
| --------------- | ------ | ------- |
| Кількість осіб: | 98 556 | 98 670  |
| Різниця:        |        | +0,11 % |

### Національний склад 2010
- словаки — 89,38 %
- роми — 7,27 %
- чехи — 0,43 %
- русини/українці — 0,32 %
- інші національності — 2,6 %

### Конфесійний склад 2001
- католики — 77,6 %
- греко-католики — 3,3 %
- лютерани — 2,2 %
- православні — 1,4 %
- інші релігії та атеїсти  — 15,5 %.

## Адміністративний поділ
Округ складається з 33 сіл і 3 міст.

### Міста:
- Списька Нова Вес
- Кромпахи
- Спиські Влахи

### Села:
Арнутовце • Бетлановце • Бистрани • Вітковце • Войковце • Гаріховце • Гінцовце • Гнилець • Гнілчік • Грабушиці • Данішовце • Жегра • Ільяшовце • Калява • Коліновце • Летановце • Л'єсковани • Маркушовце • Матейовце-над-Горнадом • Млинки • Одорин • Олцнава • Ольшавка • Порач • Рудняни • Слатвина • Словінки • Сміжани • Спиські Томашовці • Списький Грушов • Тепличка • Храсть-над-Горнадом • Ямник

## Визначні особистості
- Йосип Ганула (*6 квітня 1863, Ліптовське Сліаче — †22 серпня 1944, Спішска Нова Вес) — словацький художник.
- Юлій Барч-Іван (*1 травня 1909, Кромпахи — †25 грудня 1953, Мартін) — словацький письменник і драматург.
- Андрій Рейпріх (*31 липня 1912, Добшіна — †23 лютого 2002, Спішска Нова Вес) — визначний словацький ентомолог.
- Микола Шпрінц (*30 листопада 1914, Кромпахи — †31 травня 1986, Борромео, штат Огайо, США) — словацький поет, прозаїк, есеїст, редактор, перекладач, католицький священик і вчитель.
- Мікулаш Хуба (*19 жовтня 1919, Спішска Нова Вес — †12 жовтня 1986, Братислава) — словацький актор і співак.
- Олександр Хуба (*26 грудня 1920, Спішска Нова Вес — †14 квітня 2008, Братислава) — словацький ентомолог, викладач. Був почесним членом ентомологічного товариства Словацької академії наук.
- Вільям Фіцкер (*19 січня 1932, Спішска Нова Вес — †14 березня 1978, Ньюкасл) — словацький математик.
- Джон Мелковіч (*24 квітня 1939, Стара Любовня — †21 березня 2004, Братислава) — словацький композитор і актор.

## Галерея

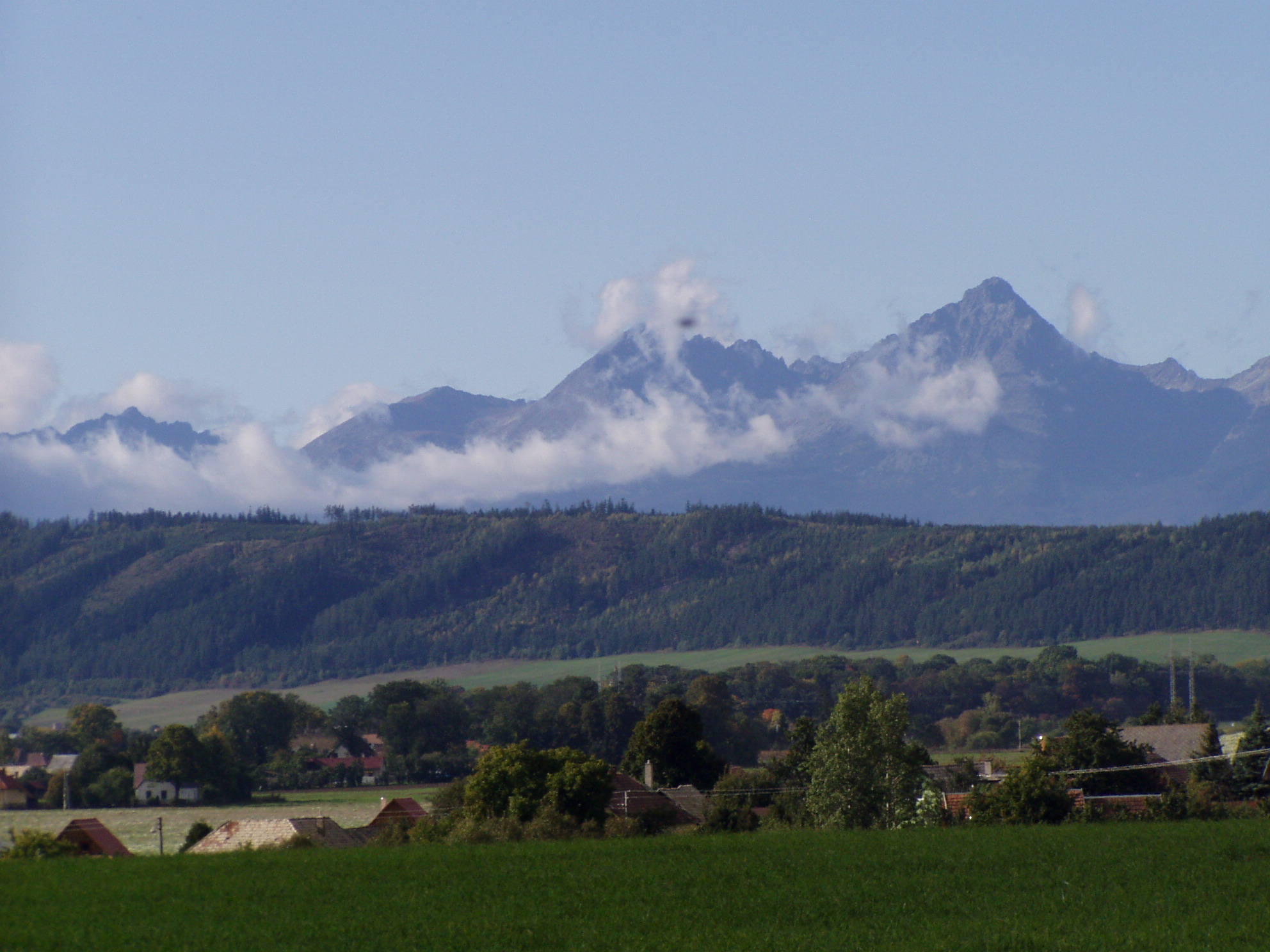
Вид на Грабушіце. Гори «димлять».
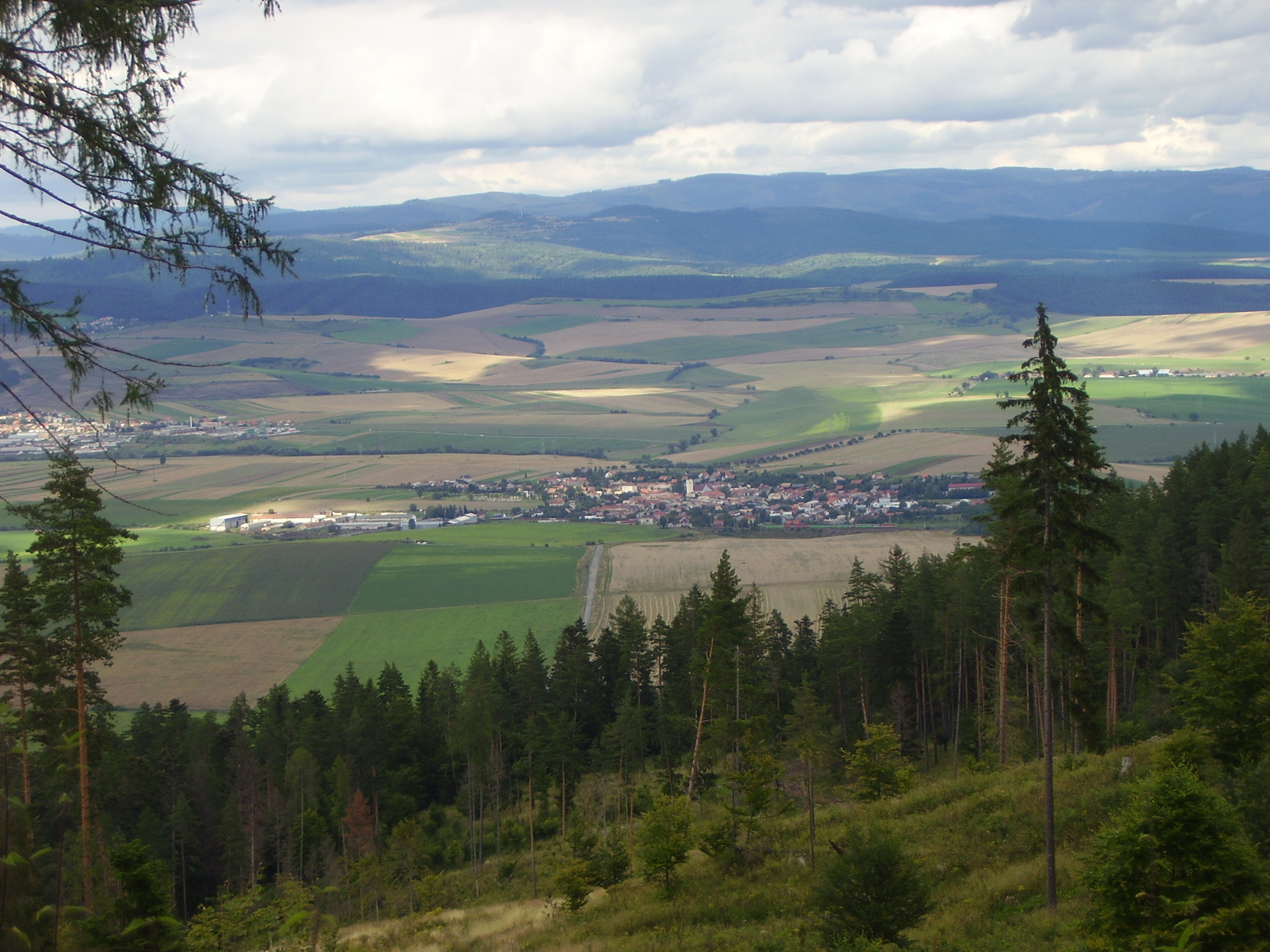
Округ Списька Нова Весь. Краєвид на Летановці.
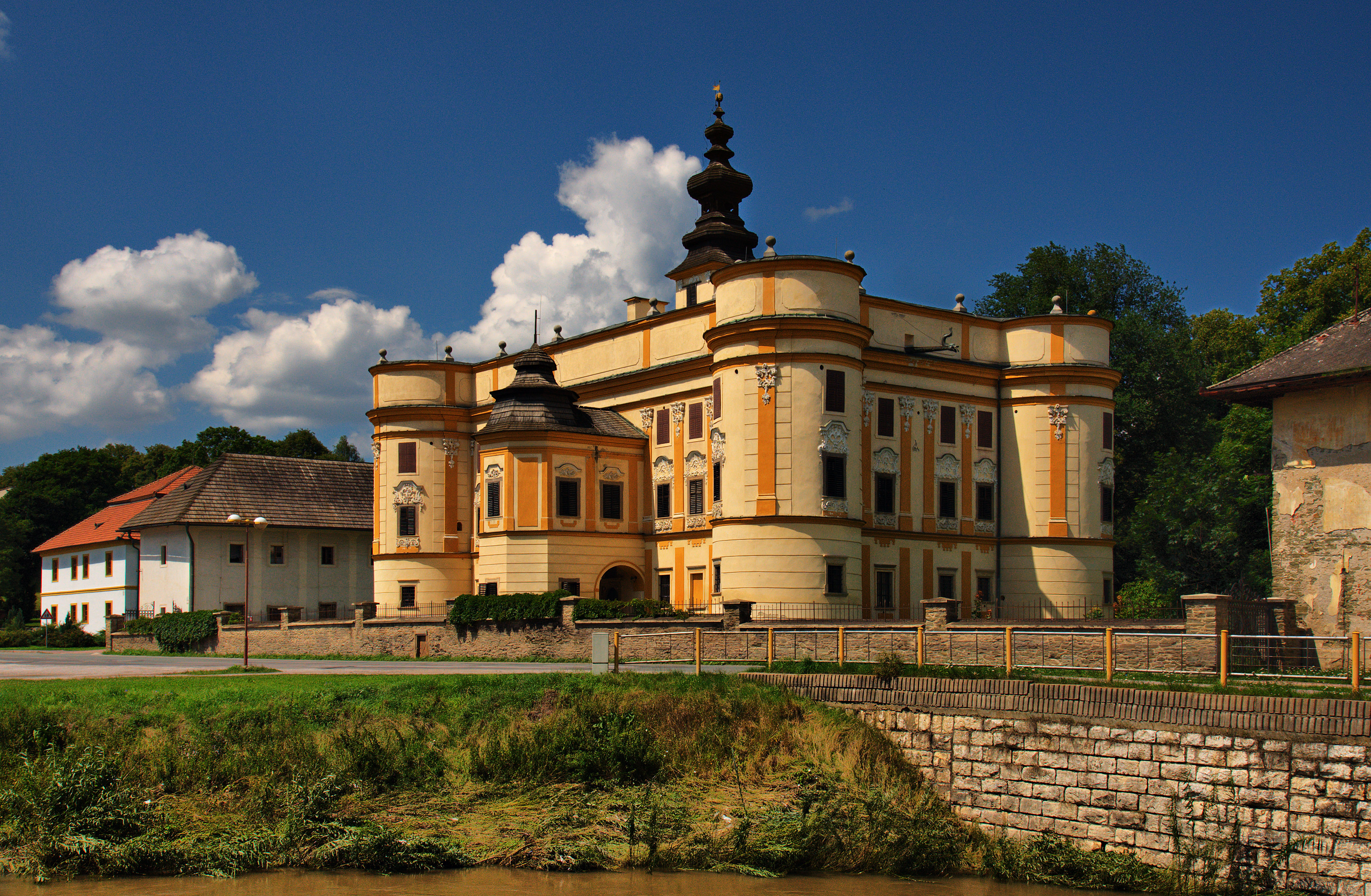
Палац в Маркушовце. Округ Списька Нова Весь.
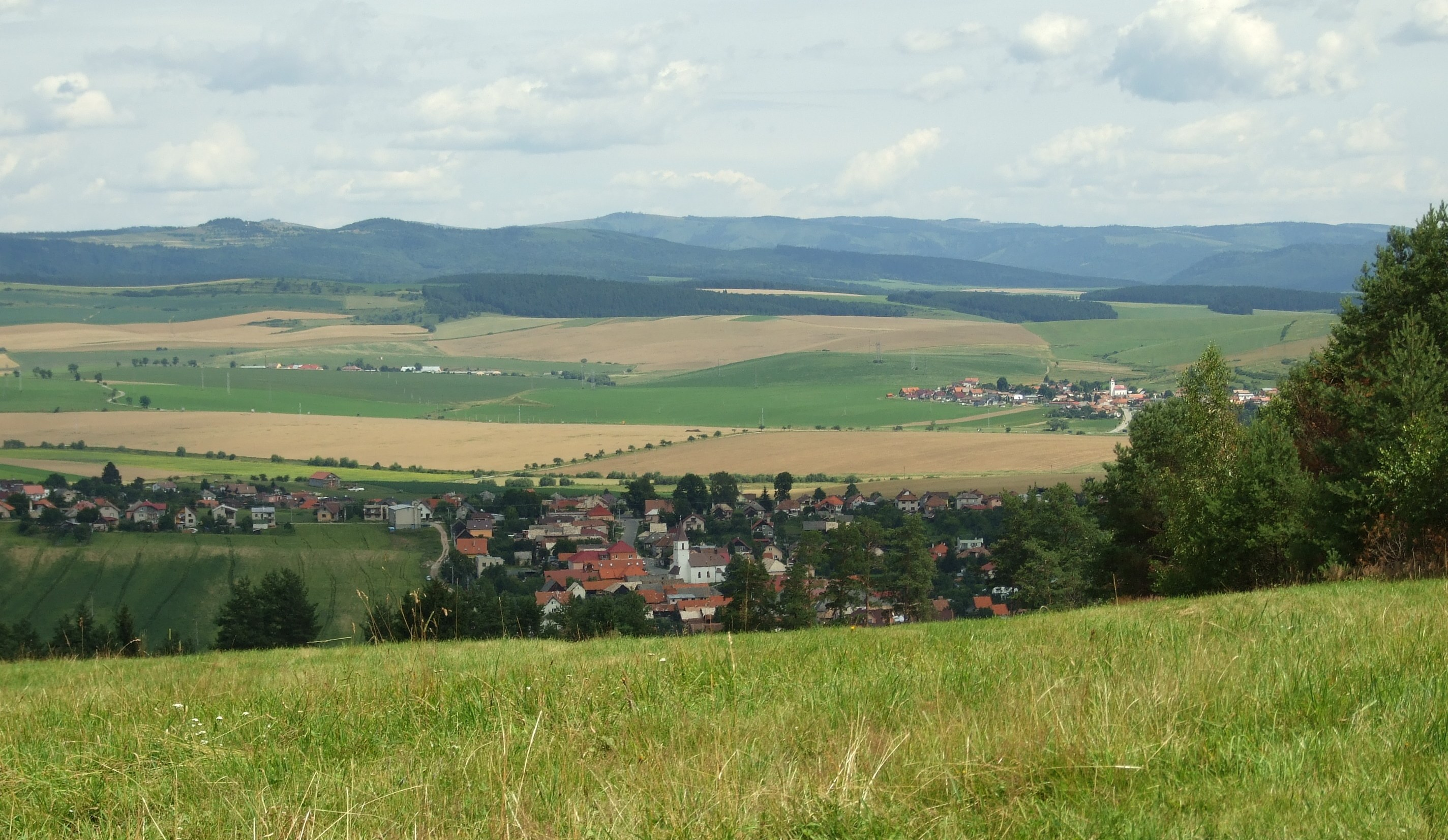
Спиські Томашовці Національний парк Словацький Рай.